# Анцуола
Анцуола, Ансуола (баск. Antzuola (офіційна назва), ісп. Anzuola) — муніципалітет в Іспанії, у складі автономної спільноти Країна Басків, у провінції Гіпускоа. Населення — 2168 осіб (2009).
Муніципалітет розташований на відстані близько 320 км на північ від Мадрида, 40 км на південний захід від Сан-Себастьяна.

## Демографія
Динаміка населення (INE ):

## Галерея зображень

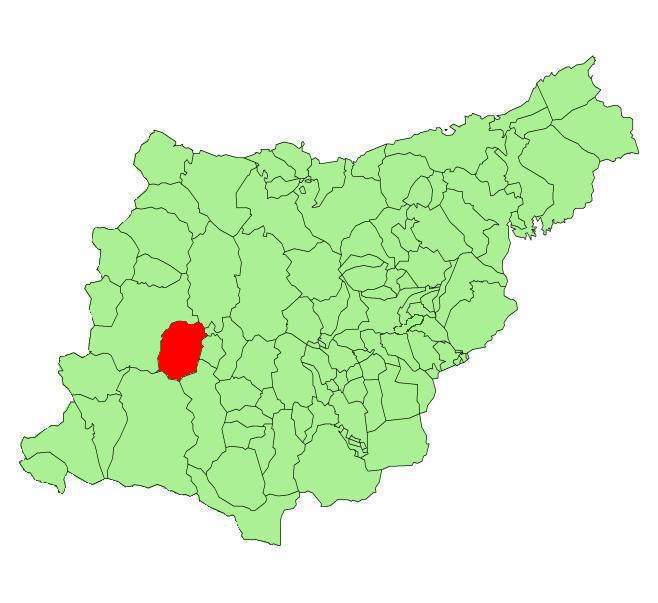
Розташування муніципалітету